# B-250 Bader
O B-250 Bader é um avião turbohélice de treinamento e ataque leve, desenvolvido pela empresa brasileira, oriunda de São José dos Campos, Novaer Craft, contratada pelos Emirados Árabes Unidos, através da empresa Calidus LLC como tentativa de introduzir a cultura aeronáutica no país. Seu desenvolvimento pela equipe Novaer foi um feito histórico de prazo e custos, com o primeiro vôo alcançado em apenas vinte e quatro meses após a assinatura do contrato.  
Sua estrutura é construída inteiramente de fibra de carbono, assim tornando o muito mais leve que seus concorrentes. Tem 7 pontos duros para a colocação de armamentos, bem como EO/IR.  Possui um espaçoso cockpit e modernos sistemas de aviônicos Pro Line Fusion II fornecidos pela empresa americana Rockwell Collins.